# Фисе, Эжен
Сэр Мари Жозеф Эжен Фисе́ (фр. Eugène Fiset; 1874, Римуски — 1951, Ривьер-дю-Лу) — канадский военный, политический и государственный деятель, 18-й лейтенант-губернатор Квебека, заместитель министра милиции и обороны Канады, депутат Палаты общин Канады, генерал-майор, военный врач. 3-й генеральный хирург Канады.

## Биография
Сын заместителя нижней палаты парламента Канады, сенатора Жана-Батиста Фисе. Получил образование в колледже Римоускии. Стал бакалавром искусств.
В 16-летнем возрасте вступил на военную службу, во время которой окончил медицинский факультет Университета Лаваля. Там же защитил докторскую диссертацию. Позже занимался медицинской практикой в Париже и Лондоне.
Служил в Королевском канадском армейском медицинском корпусе.
Как военно-полевой врач участвовал в 1899—1900 годах в Англо-бурской войне. Затем продолжил службу в королевской армии.
С 1903 г. получил звание полковника, по 1906 год был генеральным директором медицинской службы Королевского канадского полка. В начале Первой мировой войны получил звание генерал-майора. Затем до 1922 года занимал пост заместителя министра милиции и национальной обороны Канады.
В 1923 году вышел в отставку и начал политическую карьеру. Будучи кандидатом от Либеральной партии Канады, в 1924 году победил на выборах в избирательном округе Римуски.
Четыре раза подряд Фисе переизбирался (1925, 1926, 1930 и 1935) членом Палаты общин Канады.
С 1939 по 1950 года занимал кресло лейтенанта-губернатора провинции Квебек.
Член Королевского колледжа врачей и хирургов Канады (1943). Доктор Honoris Causa Университета Лаваля (1940) и Монреальского университета (1943). Обладатель почётной грамоты Университета Бишопса (1941).